# Marjasaari (ö i Nyland, Helsingfors, lat 60,25, long 23,76)
Marjasaari är en ö i Finland. Den ligger i sjön Lojo sjö och i kommunen Lojo i den ekonomiska regionen  Helsingfors  och landskapet Nyland, i den södra delen av landet, 70 km väster om huvudstaden Helsingfors. Öns area är 2 hektar och dess största längd är 190 meter i öst-västlig riktning.